# Чърчил (танк)
Вижте пояснителната страница за други значения на Чърчил.
Mk. IV Чърчил A22 (на английски: Infantry Tank Mk.IV Churchill) е британски тежък пехотен танк от периода на Втората световна война. Назован е в чест на английския държавник и премиер от времето на Втората световна война Уинстън Чърчил. Разработен е от Harland and Wolff и Vauxhall Motors. Произвеждан е серийно от 1941 до 1945 г., като общо са построени 7368 танка от всички модификации. Взема участие във Втората световна война в състава на армиите на Великобритания и на СССР, където е единственият тежък танк, доставян по програмата „Заем-наем“. Малко количество огнеметни танкове Churchill Crocodile участват и в Корейската война. В края на 40-те е заменен от танка Центурион.

## История

### A20
Разработката за нов пехотен танк, който да замени танковете „Валънтайн“ и „Матилда“, започва в навечерието на Втората световна война. В съответствие с господстващата дотогава британска военна доктрина танкът трябва да е пригоден за водене на позиционна война – да може да преодолява пехотни заграждения, като широки ровове, телени заграждения, минни полета и да атакува стационарни огневи точки. За тези задачи танкът няма необходимост от висока скорост и дебела броня. Изработката на първите прототипи е възложено на белфастката корабостроителница „Харланд и Волф“ (Harland and Wolff).
Разработката се опира на остарялата концепция от първите британски танкове Mark I от Първата световна война с вериги преминаващи по целия борд и оръдия, разположени в спонсони, от двете страни на борда. Първоначално се е предвиждало танкът да е въоръжен с две 40-mm нарезни оръдия QF 2 pounder и сдвоени с тях две 7,92-mm картечници BESA, а трета картечница и установка за димна завеса да бъдат разположени в предната част на корпуса. По-късно е решено да се добави купола от танка Матилда А12, предната броня да бъде усилена до 60 mm, способна да издържи на попадение от 37-mm германски оръдия, а двигателят да бъде като на танка „Ковънентър“ – 12-цилиндров бензинов Henry Meadows с мощност 300 к.с. Първият прототип е готов в юни 1940 г., но въоръжението му в предната част на корпуса е променено, където се монтира 76-mm гаубица за борба с пехотата. Масата на танка е 43 t. В крайна сметка след изоставянето на британската бронирана техника при Дюнкерк работата по този проект е изоставена в полза на олекотената версия A22.

### A22
Бързата победа на германските танкове в битката за Франция показва, че концепциите за окопна война са остарели и трябва да бъдат преразгледани. Така през юни 1940 във фирмата „Воксхол“ получават новите спецификации за пехотен танк А22 Mark IV. В заданието е указано и че новият танк трябва да бъде приет на въоръжение максимум до една година. Така през юни 1941 г. първите танкове Mark IV влизат в серийно производство. Краткото време за разработка дава отражение на качествата на танка и той страда от огромно количество механични проблеми, като най-сериозният е недостатъчно мощният и ненадежден двигател. Като недостатък в първите версии се отчита и слабото въоръжение, частично компенсирано от 76-mm гаубица, стреляща с осколочно-фугасни снаряди. При модификациите Mark III и Mark IV вече се монтира 57-mm оръдие, а едва от версията Mark VII от 1944 г. се използва и 75-mm оръдие.

## Устройство

### Конструкция
Танкът е с класическа компоновка – отделение за управление отпред, където са разположени механик-водачът и помощник-водачът, който е и стрелец с курсовата картечницата; бойно отделение в средата, където са разположени командирът, мерачът и пълначът-радист; машинно-трансмисионно отделение в задната част. При версия Mark I механик-водачът и бордовият стрелец обслужват гаубицата като мерач и пълнач.

### Двигател и трансмисия
Двигателят е 12-цилиндров, бензинов с водно охлаждане Bedford Twin-Six с работен обем 21 237 cm³, развиващ максимална мощност 350 к.с. при 2200 об./мин. Двигателят се разполага надлъжно по оста на моторното отделение. Общият запас от гориво е 828 l, съхраняван в 7 резервоара, от които 6 са разположени в моторното отделение от двете страни на двигателя, а един е отвън върху корпуса. Двата радиатора на системата за охлаждане са разположени също от двете страни на двигателя, а въздушните филтри се намират в бойното отделение.
Трансмисията включва еднодисков главен фрикцион със сухо триене; механична скоростна кутия Merrit-Brown H41 с 4 скорости, обединена в общ корпус с механизма за завиване, който се състои от диферениал, два планетарни механизма и барабанни спирачки; главни барабанни спирачки; планетни бордови предавки, намиращи се във водещите колела. За улеснение на управлението танкът е оборудван с хидропневматични усилватели за главния фрикцион.

### Ходова част
Ходовата част следва остарялата концепция от Първата световна война, когато от танка се изисква да може да преодолява широки противопехотни заграждения. С тази цел веригите преминават над цялата дължина на бордовете. Ходовата част се състои от по 11 опорни ролки с диаметър 254 mm (10 инча), водещо задно колело и предно направляващо колело. Окачването е индивидуално с вертикални пружини. Първата и последната опорни ролки са повдигнати и влизат в употреба при преодоляване на препятствие, а 2-ра, 9-а и 10-а опорни ролки имат скъсен ход на окачването и работят главно при движение в мек терен. Вместо опорни ролки горната част се движи по специални направляващи шини.
Траковете за веригата са лети с ширина 356 mm. Използвани са два варианта на вериги – със 70 трака с ход 211 mm и със 72 трака с ход 202 mm.

### Въоръжение
Първоначалното основно въоръжение – при модификацията Mark I включва 40-mm нарезно оръдие QF 2 pounder L52 (дължина на ствола 52 калибъра – 2,08 m) в куполата и 95-mm гаубица QF 95 mm в челната част на корпуса, стреляща с осколочно-фугасни снаряди по пехотни цели. При Mark II гаубицата е заменена с второ 40-mm оръдие. Ъгълът на възвишение/снижение на оръдието е от +20 до –15°. За водене на стрелба с оръдието мерачът използва телескопичен прицел №30 с увеличение х1,9. Боекомплектът за 40-mm оръдие е 150 унитарни бронебойни изстрела. В СССР след 1942 г. в боекомплекта влизат и осколочно-фугасни снаряди съветско производство.
За версиите Mark III и Mark IV основното въоръжение е 57-mm нарезно оръдие QF 6 pounder, произвеждано в две модификации – Mk III и Mk V. При Mk III дължината на ствола е L43, а при Mk V е L50 и е добавен дулен спирач. Ъгълът на възвишение/снижение на оръдието е от +20 до –12,5°. За водене на стрелба с оръдието мерачът използва телескопичен прицел №39 Mk IIS с увеличение х1,9 за Mk III и № 39 Mk IV с увеличение х3 за Mk V. Боекомплектът е 84 унитарни бронебойни изстрела.
За модификации Mark VI и Mark VII основното въоръжение е 75-mm нарезно оръдие QF 75 mm L36,5 (2,737 m), идентично с американското оръдие М3 и използващо същите боеприпаси. Ъгълът на възвишение/снижение на оръдието е от +20 до –12,5°. За водене на стрелба с оръдието мерачът използва телескопичен прицел №50 с увеличение х3. Боекомплектът е 84 унитарни бронебойни и осколочно-фугасни изстрела.
Версии Mark V Mark VIII са въоръжени с 95-mm гаубица QF 95 mm. Боекомплектът за тях е 47 унитарни снаряда.
Като спомагателно въоръжение се използва 7,92-mm картечница BESA, сдвоена с оръдието в куполата. От версия Mark II е премахната гаубицата в предната част на корпуса и е заменена с втора картечница BESA. Боекомплектът за картечниците е 7875 патрона.

### Защита и оборудване
Корпусът на танка е изграден от валцувани стоманени листове, съединени с нитове, а в по-късните модели – заварени. Челната броня е с дебелина 102 mm, бордовете – 76 mm, а на задната част – 64 mm. Дъното и горната част на корпуса са с дебелина 19 mm.
Куполата е триместна, шестстенна, с правоъгълен профил. При различните версии конструкцията и се променя – при Mark I и II, както и при Mark IV – VI е лята, при Mark III – от заварени валцувани листове, а при Mark VII и VIII е смесена – с лети вертикални елементи, към които е заварена горна част от валцувани бронирани листове. От Mark III куполата запазва формата и компоновката, но увеличава обема си. Челната броня на куполата е с дебелина 102 mm, бордовете – 76 mm, а задната част – 95 mm. Куполата е съоръжена с въртящ се с нея под, а завъртането ѝ се осъществява от електрически привод. В бордовете на задната част на куполата има отвори за стрелба с личното оръжие.

## Варианти
- Churchill Mk I – базова модификация, с 40-mm оръдие QF 2 pounder Mk IX в куполата, 76-mm гаубица в предната част на корпуса и 7,92-mm картечница BESA, сдвоена с оръдието;
- Churchill Mk II – модификация с премахната гаубица от предната част на корпуса и добавена на нейно място втора 7,92-mm картечница BESA. Среща се означен и като Churchill Mk Ia;
- Churchill Mk II CS  – модификация за непосредствена поддръжка на пехотата (англ. Close Support) със 76-mm гаубица в куполата и 40-mm оръдие в челната част на корпуса. Произведени са много малко бройки от нея.
- Churchill Mk III – модификация с 57-mm оръдие QF 6 pounder Mk III, нова по-голяма купола от заварени листове;
- Churchill Mk IV – модификация с лята купола, но с обема на Mk III;
- Churchill Mk IV NA 75 – модификация, предназначена за Северна Африка (англ. North Africa), въоръжена с американско 75-mm оръдие M3 и оръдейна маска от танка М4 Шърман;
- Churchill Mk V – модификация с 95-mm гаубица в лята купола, близка по форма с тази на Mk IV;
- Churchill Mk VI – модификация със 75-mm оръдие QF 75 mm и допълнителна защита на погона на куполата;
- Churchill Mk VII (A22F) – модификация със 75-mm оръдие QF 75 mm, с увеличена до 152 mm челна и до 95 mm на бордовете броня, както и нова командирска куполка. След 1945 г. танкът, наричан още и „тежък Чърчил“, получава нова номерация – A42;
- Churchill Mk VIII – вариант на Mk VII с 95-mm гаубица;
- Churchill Mk IX – модернизация на Mk III и Mk IV с монтирането на допълнителна броня и нова купола до нивото на защита на Mk VII, но със старото 57-mm оръдие;
- Churchill Mk IX LT – модернизация на Mk III и Mk IV с монтирането на допълнителна броня до нивото на защита на Mk VII, но със запазването на старата по-лека купола (англ. Light Turret);
- Churchill Mk X – модернизация на Mk VI, с монтирането на допълнителна броня и нова купола до нивото на защита на Mk VII;
- Churchill Mk X LT – модернизация на Mk VI с монтирането на допълнителна броня до нивото на защита на Mk VII, но със запазването на старата по-лека купола;
- Churchill Mk XI – модернизация на Mk V, с монтирането на допълнителна броня и нова купола до нивото на защита на Mk VIII;
- Churchill Mk XI LT – модернизация на Mk V с монтирането на допълнителна броня до нивото на защита на Mk VIII, но със запазването на старата по-лека купола;
- Churchill Oke – модернизация на Mk II и Mk III в огнеметен танк, като на мястото на бордовата картечница се монтира огнепръскачка. Носи името на създателя си – майор J. M. Oke;
- Churchill Crodile – модернизация на Mk VII в огнеметен танк, като на мястото на бордовата картечница се монтира огнепръскачка;Огнеметен танк Churchill Crodile
- Black Prince (A43) – опитна версия от 1943 г. за пехотен танк на основата на „Чърчил“ с по-дълъг и по-широк корпус и въоръжен със 76-mm оръдие Ordnance QF 17-pounder. Танкът се появява за тестване в бойни условия едва през май 1945 г., но в експлоатация са вече М4 Шърман Файърфлай (Sherman Firefly), „Комет“(Comet) и „Центурион“ (Centurion) и работата по танка е прекратена. Построени са 6 машини.

## Машини на основата на „Чърчил“
- Churchill AVRE (Armoured Vehicle Royal Engineers) – бронирана ремонтно-евакуационна машина на канадската армия на основата на Mk III и Mk IV. Оръдието е заменено с 290-mm мортира, изстрелваща 18-килограмови снаряди за разрушаване на укрепления. Към машината могат да се монтират различни инженерни съоръжения – разгъващ се мост, за преодоляване на водно препятствие с ширина до 10 m, минен трал, фашини за запълване на широки противотанкови ровове и др.Churchill AVRE (Armoured Vehicle Royal Engineers) – бронирана ремонтно-евакуационна машина на канадската армия с 290-mm мортира
- Churchill ARV (Armoured Recovery Vehicle) – бронирана ремонтно-евакуационна машина. Произвеждани са две модификации: Mk I – безкуполен Mk I с кран, който може да се монтира в предната или задната част на танка; Mk II – версия на Mk III и Mk V с неподвижна купола и фалшиво оръдие, предназначен за извеждане на повредени танкове от бойното поле. Има монтирани два крана – отпред с товароносимост до 7,5 t и отзад – с товароносимост 15 t. Може да издърпва машини с маса до 25 t. Екипажът е от 3 души, като в машината има място и за екипажа на извличания танк. Въоръжен е само с една 7,92-mm картечница BESA;Бронирана ремонтно-евакуационна машина Churchill ARV
- Churchill ARK (Armoured Ramp Carrier) – безкуполна машина, носеща рампа за преминаване върху нея на бронирана техника, на основата на Mk II и Mk IV[3].
- Churchill bridgelayer – безкуполна машина, носеща 10-метров понтонен мост (Tank, 30ft, No.2) с товароносимост 60 t;Churchill bridgelayer – 10-метров понтонен мост
- Gun Carrier, 3-inch, Mk I, Churchill (A22D) – експериментален модел на самоходно 76,2-mm оръдие, монтирано в неподвижна структура. Не е използвано в бойни действия;Експериментален модел на самоходно 76,2-mm оръдие Gun Carrier, 3-inch, Mk I, Churchill (A22D)
- Churchill Flail FV3902 – миночистач, разработен през 1950 г. на основата на корпус на Churchill и двигател „Ролс-Ройс Метеор“[4]
- Churchill Great Eastern Ramp – безкуполна машина, носеща 18-метров понтонен мост;
- Churchill Kangaroo – безкуполна машина, използвана като бойна машина на пехотата за превоз на войници.Churchill Kangaroo

## Бойна история
- Втора световна война – Танкът влиза в бой за първи път при рейда при Диеп, Франция, на 19 август 1942 г. Участват 60 танка от канадския кралски полк на Калгари на 1-ва канадска танкова бригада. По-голямата част са унищожени преди да достигнат брега, а останалите въпреки успешната огнева поддръжка, която оказват на пехотата са спрени от бетонните заграждения.

През есента на 1942 г. 6 танка „Чърчил“ Mk III вземат участие във втората битка при Ел Аламейн в Северна Африка, където се представят добре срещу италианските и германски танкове. През пролетта на 1943 г. са използвани и при боевете в Тунис. Танковете вземат активно участие и в боевете в Италия през 1943 г.
При десанта в Нормандия през юни 1944 г. за първи път влиза в бой и най-добре бронираният британски танк – „Чърчил“ Mk VII.
По програмата „Заем-наем“ СССР получава 253 танка Mk III и Mk IV. Това са единствените тежки танкове, доставени по тази програма. Тяхното бойно кръщение е в битката за Сталинград, където те се появяват през ноември 1942 г. в състава на 91-ва отделна танкова бригада. Тъй като танковете буксуват по заледените склонове, се налага допълнително да се добавят шипове на веригите им.
Танкът взема участие и в Курската битка през юли 1943 г. в състава на 2-ри гвардейски танков корпус. Поради по-дебелата си броня танковете се представят по-добре от Т-34, но поради липса на пехотна поддръжка понасят много загуби.
- Корейска война (1950 – 1953) – в края на 1950 г. батальон C на 7-и кралски танков полк, въоръжен с огнеметни танкове „Чърчил Крокодил“, взема участие в третата битка за Сеул. Танкове „Чърчил“ се използват и за поддръжка на 29-а пехотна бригада, което е и последното бойно използване на танка.[7]

## Бивши оператори
- Великобритания
- Австралия
- Ирак
- Ирландия
- Канада
- Полша
- СССР